# 莫庫巴
莫庫巴是東非國家莫桑比克的城市，由贊比西亞省負責管轄，海拔高度56米，位於東部港口克利馬內東北約120公里，2008年人口估計約69,045，是全國第八大城市。
16°51′S 36°59′E / 16.850°S 36.983°E